# Dvanaesta slavonska divizija NOVJ-a
Dvanaesta slavonska divizija NOVJ-a je formirana 30. prosinca 1942. godine kao Četvrta divizija Glavnog štaba NOV i PO Hrvatske, a 9. svibnja 1943. je preimenovana u Dvanaestu diviziju NOVJ-a. Pri formiranju u njen sastav ušle su tri brigade: Dvanaesta slavonska, Šesnaesta omladinska brigada „Joža Vlahović“ i Sedamnaesta slavonska brigada. Tada je u njenom sastavu bilo ukupno oko 2 700 boraca. Od 17. svibnja 1943. godine bila je u sastavu Šestog slavonskog korpusa.
Dvanaesta slavonska divizija istakla se veoma uspešnim i raznovrsnim djelovanjima na vrlo osetljivom i snažno branjenom području Slavonije. Ova djelovanja uključivala su razne napadačke aktvinosti, od diverzija i zasjeda, preko prepada na manje osovinske garnizone, do sudjelovanja u složenim operacijama na razini korpusa.
Iz sastava divizije izašle su 3. studenog 1943. godine 12. i 16. brigada, a ušle 25. brodska i Čehoslovačka brigada „Jan Žižka“. 
Tijekom intenzivnih borbi od svibnja 1944. do ožujka 1945. godine Dvanaesta divizija je izgubila dva zapovjednika: Nikolu Demonju u Slavonskoj Požegi i Milana Stanivukovića u Levanjskoj Varoši. U Virovitici je 5. listopada 1944. bio ranjen Dušan Pekić, zapovjednik divizije. Od lipnja 1944. do ožujka 1945. godine divizija je izgubila osam zapovjednika brigada: Nikolu Miljanovića Karaulu, Ivana Senjuga, Milivoja Babca, Milana Bobića, Ivu Marinkovića, Josipa Ružičku, Antona Doležala i Uroša Poparu, zatim četiri politička komesara brigade i jednog zamjenika zapovjednika brigade.
Divizija je, za svoje zasluge u borbi, 10. listopada 1944. godine,  proglašena udarnom.